# Ястребац
Вижте пояснителната страница за други значения на Ястребац.
Ястребац (на сръбски: Јастребац) е планина в Южна Сърбия. Планината е разположена между Ниш, Алексинац, Крушевац, Блаце и Прокупле и съставлява част от вододела между Южна Морава (Българска Морава) и Западна Морава (Сръбска Морава). Състои се от два масива – Велики и Мали Ястребац. От планината Копаоник е отделен от Янкова клисура на река Блатешница. Най-високите върхове са Велика Кулица (1492 м), Поглед (1481 м), Змеевац (1313 м) и Бела стена (1257 м).
През прохода Гръбец между Велики и Мали Ястребац минава път от Прокупле за Крушевац през Рибарска баня